# 楊懐
楊懐（よう かい、? - 212年）は、中国後漢末期の武将。

## 事跡
劉璋配下。楊懐は高沛と共に名将であり、白水軍督として強力な軍勢を擁し、白水関を守備していたという（蜀書龐統伝）。また劉璋に文書を送り、劉備を荊州に撤退させるよう諌めていた。その一方で、劉備の英名には服していたという。
建安17年（212年）、劉璋の要請による張魯討伐のため、既に招聘されていた劉備は葭萌に駐屯した。劉備は張魯を討伐するよりも住民たちの人心収攬に勤め、益州平定に向けて準備を整えた。まもなく劉備に通じていた張松が劉璋に誅殺される事件が起き、劉璋は益州の関所を守る武将たちに文書を発して、二度と劉備と関わりを持ってはならないと通達した。これに激怒した劉備は楊懐を召し寄せ、その無礼を糾弾した上で斬った（蜀書先主伝）。
ただし龐統は「（劉備が）荊州へ戻るとの知らせを受けた楊懐は、高沛と共に喜んで自分から会いに来るに違いないから、そこで2人を捕えればよい」との趣旨の策を進言しており、劉備もそれを容れていることから（蜀書龐統伝）、その誅殺の過程は記述間で若干整合性に欠けるように思われる。いずれにしても劉備は楊懐・高沛の軍勢を奪い、成都へ向けて進軍したとなっている。
『零陵先賢伝』によれば、劉備は酒宴で楊懐に対し帯びていた匕首を見せてほしいと頼んだが、楊懐に匕首を渡されると顔色を変え「楊懐はこの匕首で私を暗殺するつもりだった。」と呼ばわり、周りに伏せていた手勢に楊懐らを縛り上げさせた。楊懐は死ぬ寸前まで劉備を罵り続けたという。

## 演義における楊懐
小説『三国志演義』でも白水都督として登場し、高沛と共に涪水関を守備している。『演義』では劉備暗殺までも謀る役回りにされ、荊州へ帰るという劉備を見送る際に決行しようとする。しかし、機先を制した劉封・関平に取り押さえられ、龐統の命令により高沛共々斬首されている。ただし史実では、楊懐らが劉備暗殺までをも謀っていたとの記述は見当たらない。